# 라디오 네트워크
라디오 네트워크(radio network)는 현재 전 세계적으로 쓰이는 라디오망의 두 종류이다. 하나는 공공 정보와 대중 매체 엔터테인먼트를 위해 쓰이는 일대다(one-to-many) 방송 종류이며, 나머지 하나는 경찰, 택시, 배달 서비스와 같은 공공의 안전과 공공의 서비스를 위해 일반적으로 쓰이는 방식이다.

## 같이 보기
- 라디오 방송국 목록